# Modena Football Club 1996-1997
Questa pagina raccoglie le informazioni riguardanti il Modena Football Club nelle competizioni ufficiali della stagione 1996-1997.

## Stagione
Nella stagione 1996-97 il Modena ha disputato il girone A del campionato di Serie C1, con 37 punti in classifica ha ottenuto il tredicesimo posto, il torneo è stato vinto con 60 punti dal Treviso che ha raggiunto la promozione diretta in Serie B, l'altra promossa è stata il Monza che ha vinto i playoff.

## Rosa
| N. |                   | Ruolo | Calciatore           |
| -- | ----------------- | ----- | -------------------- |
|    | Italia (bandiera) | P     | Alessio Bandieri     |
|    | Italia (bandiera) | D     | Riki Di Bin          |
|    | Italia (bandiera) | D     | Andrea Di Cintio     |
|    | Italia (bandiera) | D     | Ciro Di Nicolantonio |
|    | Italia (bandiera) | D     | Roberto Galletti     |
|    | Italia (bandiera) | D     | Alessandro Gola      |
|    | Italia (bandiera) | D     | Luigi Sottana        |
|    | Italia (bandiera) | C     | Luca Amoruso         |
|    | Italia (bandiera) | C     | Andrea Bottazzi      |

| N. |                   | Ruolo | Calciatore         |
| -- | ----------------- | ----- | ------------------ |
|    | Italia (bandiera) | C     | Gianluca Gaudenzi  |
|    | Italia (bandiera) | C     | Roberto Magnani    |
|    | Italia (bandiera) | C     | Gabriele Bocchi    |
|    | Italia (bandiera) | C     | Massimo Pellegrini |
|    | Italia (bandiera) | C     | Cristiano Scazzola |
|    | Italia (bandiera) | A     | Simone Cavalli     |
|    | Italia (bandiera) | A     | Salvatore Tarascio |
|    | Italia (bandiera) | A     | Corrado Grabbi     |
|    | Italia (bandiera) | A     | Paolo Mandelli     |
|    | Italia (bandiera) | A     | Andrea Zucco       |

## Risultati

### Campionato

#### Girone di andata
| 1º settembre 1996 1ª giornata | Modena | 1 – 1 | Novara |  |

| 8 settembre 1996 2ª giornata | Alzano Virescit | 0 – 0 | Modena |  |

| 15 settembre 1996 3ª giornata | Modena | 2 – 0 | Siena |  |

| 22 settembre 1996 4ª giornata | Carpi | 1 – 0 | Modena |  |

| 29 settembre 1996 5ª giornata | Modena | 3 – 2 | Fiorenzuola |  |

| 6 ottobre 1996 6ª giornata | Alessandria | 2 – 1 | Modena |  |

| 20 ottobre 1996 7ª giornata | Pistoiese | 0 – 1 | Modena |  |

| 27 ottobre 1996 8ª giornata | Modena | 1 – 1 | Como |  |

| 3 novembre 1996 9ª giornata | Prato | 2 – 2 | Modena |  |

| 10 novembre 1996 10ª giornata | Modena | 2 – 0 | Brescello |  |

| 24 novembre 1996 11ª giornata | Modena | 1 – 1 | Treviso |  |

| 1º dicembre 1996 12ª giornata | SPAL | 0 – 0 | Modena |  |

| 8 dicembre 1996 13ª giornata | Modena | 1 – 1 | Montevarchi |  |

| 15 dicembre 1996 14ª giornata | Carrarese | 2 – 2 | Modena |  |

| 22 dicembre 1996 15ª giornata | Spezia | 1 – 1 | Modena |  |

| 29 dicembre 1996 16ª giornata | Modena | 0 – 0 | Saronno |  |

| 12 gennaio 1997 17ª giornata | Monza | 0 – 0 | Modena |  |

#### Girone di ritorno
| 19 gennaio 1997 17ª giornata | Novara | 2 – 1 | Modena |  |

| 26 gennaio 1997 19ª giornata | Modena | 1 – 0 | Alzano Virescit |  |

| 2 febbraio 1997 20ª giornata | Siena | 0 – 0 | Modena |  |

| 9 febbraio 1997 21ª giornata | Modena | 1 – 2 | Carpi |  |

| 16 febbraio 1997 22ª giornata | Fiorenzuola | 0 – 0 | Modena |  |

| 23 febbraio 1997 23ª giornata | Modena | 1 – 1 | Alessandria |  |

| 2 marzo 1997 24ª giornata | Modena | 2 – 0 | Pistoiese |  |

| 9 marzo 1997 25ª giornata | Como | 1 – 0 | Modena |  |

| 16 marzo 1997 26ª giornata | Modena | 0 – 1 | Prato |  |

| 29 marzo 1997 27ª giornata | Brescello | 2 – 0 | Modena |  |

| 6 aprile 1997 28ª giornata | Treviso | 0 – 0 | Modena |  |

| 13 aprile 1997 29ª giornata | Modena | 1 – 1 | SPAL |  |

| 20 aprile 1997 30ª giornata | Montevarchi | 1 – 4 | Modena |  |

| 27 aprile 1997 31ª giornata | Modena | 0 – 1 | Carrarese |  |

| 4 maggio 1997 32ª giornata | Modena | 1 – 0 | Spezia |  |

| 11 maggio 1997 33ª giornata | Saronno | 1 – 0 | Modena |  |

| 18 maggio 1997 34ª giornata | Modena | 1 – 1 | Monza |  |